# Інструментальник (Бішкек)
«Інструментальник» (кирг. Инструментальщик) — киргизський футбольний клуб, який представляв Бішкек. В даний час клуб не існує.

## Хронологія назв
- 1958: ФК «Інструментальник» (Фрунзе)
- 1992: ФК «Інструментальник» (Бішкек)
- 1994: злився з Сільмашивцем (Бішкек) в Ротор (Бішкек)

## Історія
Футбольний клуб  «Інструментальник» було засновано в 1958 році в місті Фрунзе. За радянських часів клуб виступав переважно в республіканських футбольних змаганнях, які в той час мали статус змагання серед колективів фізичної культури (фактично — аматорський рівень). В сезонах 1967, 1971, 1974 та 1978 років клуб також брав участь в Кубку СРСР з футболу серед КФК, в якому найкращим результатом клубу був вихід до 1/2 фіналу турніру в сезонах 1974 та 1978 років. В республіканських змаганнях клуб 8 разів ставав переможцем Чемпіонату Киргизької РСР та 7 разів володарем Кубку Киргизької РСР.
В 1992 році команда дебютувала у вищій лізі чемпіонату Киргизстану та посіла 8-ме місце, а в національному Кубку дійшли до 1/4 фіналу, де з рахунком 0:4 поступилися Алзі з Бішкеку. В наступному сезоні в національному чемпіонаті команда виступила дещо гірше та посіла 11-те місце, а в національному кубку клуб дійшов до 1/8 фіналу, де поступився карабалтинському «Хіміку» з рахунком 1:3.
В 1994 році ФК «Інструментальник» (Бішкек) та ФК «Сільмашивець» (Бішкек) злилися в один клуб, який отримав назву ФК «Ротор» (Бішкек), який розпочав свої виступи у вищій лізі чемпіонату Киргизстану та Кубку Киргизстану.

## Досягнення
- Чемпіонат Киргзької РСР з футболу
  -  Чемпіон (8): 1969, 1975, 1978, 1980, 1981, 1982, 1983, 1984
  -  Віце-чемпіон (1): 1936

- Кубок Киргзької РСР з футболу
  -  Переможець (7): 1967, 1971, 1974, 1978, 1979, 1981, 1988

- Топ-Ліга
  - 8-ме місце (1): 1992

- Кубок Киргизстану
  - 1/4 фіналу (1): 1992

## Відомі гравці
- Акрам Акбаралієв
- Ігор Акунін
- Віктор Алексеєв
- Євгеній Алексеєв
- Рафаель Аміров
- Аслан Бектурганов
- Олег Бєлотуркін
- Олександр Богомазов
- Олег Глущенко
- Ігор Горенков
- Олександр Грибцов
- Закір Джалілов
- Марат Джолчиєв
- Ринат Джолчиєв
- Віктор Залюбовський
- Ігор Засипалов
- Ігор Звягін
- Марат Ізраїлов
- Рустам Іскандеров
- Тимур Кадиров
- Валерій Кузнецов
- Євгеній Малиновський
- Тимур Мамбетжанов
- Олександр Мерзлікін
- Ринат Нургалієв
- Олександр Пшеченко
- Садикжан Разаматов
- Олександр Розов
- Антон Руденко
- Бахадир Сайдумаров
- Сергій Сафонов
- Юрій Сутормин
- Віктор Толстолуцький
- Віталій Харченко
- Костянтин Харьковський
- Олег Холковський
- Олександр Цуканов
- Валерій Чертов
- Михайло Шеренков
- Сергій Шештанов
- Олександр Шпортко
- Леонід Юн